# تشارلز كونراد أبوت
تشارلز كونراد أبوت (بالإنجليزية: Charles Conrad Abbott)‏ هو عالم آثار وكاتب أمريكي، ولد في 4 يونيو 1843 في ترنتون في الولايات المتحدة، وتوفي في 1919 في بريستول في الولايات المتحدة.